# 太田真一 (アナウンサー)
太田 真一（おおた しんいち、1937年9月 - ）は、元日本放送協会（NHK）、テレビ朝日のアナウンサーである。早稲田大学第一文学部演劇学科卒業。アメリカ野球学会会員。日本スポーツ経営学会会員。東京都出身。

## 経歴
- 1956年、東京都立立川高等学校卒業
- 1960年に早稲田大学を卒業し、NHKにアナウンサーとして入局。主にスポーツアナウンサーとして活躍。東京オリンピック当時は、富山放送局に所属していた。
- 1975年にNETテレビ（現・テレビ朝日）に移籍。チーフアナウンサー、チーフプロデューサー(野球担当部長)を歴任。
- 1977年に日本人アナとして初めて現地から衛星放送でメジャーリーグの試合を中継する。
- 1996年に山梨学院大学に移り助教授に就任。「スポーツジャーナリズム論」などを担当。1998年に同大学教授となる。2007年に退任。

## 出演番組

### テレビ
- ゴールデンナイター／プロ野球中継

## 著書
- 『メジャーリーグ・ビジネス大研究―勝ち組球団にみる奇跡の経営力』　太陽企画出版 ISBN 4-88466-365-9